# Інститут білоруської культури
Інститут білоруської культури, скорочено — Інбілку́льт (біл. Інстытут беларускай культуры — Інбелкульт) — перша білоруська наукова організація, яка існувала у 1922–1928 роках і була реорганізована в Білоруську академію наук.

## Історія
В лютому 1921 року при Наркоматі просвіти БРСР було створено Науково-термінологічну комісію, до завдань якої входила розробка наукової термінології білоруською мовою. Паралельно готувався статут науково-дослідницької установи, який був готовий до листопада.
30 січня 1922 року на базі Науково-термінологічної комісії було створено Інститут білоруської культури. Першим головою Інбілкульту був призначений Степан Некрашевич. 1925 року його замінив Всеволод Ігнатовський, який також став першим президентом Інбілкульту із започаткуванням цієї посади 1927 року. Серед перших працівників Інбілкульту були Євфимій Карський, Вацлав Ластовський, Йосип Лесик, Іван Луцевич (Янка Купала), Костянтин Міцкевич (Якуб Колас), Антон Гринцевич.
25 липня 1924 року було затверджено статут Інбелкульту, відповідно до якого його було проголошено вищою державною науковою організацією БРСР, основними завданнями якої були організація вивчення суспільних наук та координація всієї наукової роботи в БРСР.
1924 року в Інбілкульті було проведено реорганізацію, були створені секції: історико-археологічна, білоруської мови та літератури (з комісією з реформи правопису), білоруського мистецтва (голова Язеп Дила, секретар Микола Щекотихін, з підсекціями: музейною, театральною й образотворчого мистецтва), вивчення революційного руху (з комісією зі створення біографічного словника революціонерів), етнографічна, правова (з термінологічною комісією). Окрім того, працювало кілька постійних наукових комісій: словникова, термінологічна, літературна, бібліографічна, з вивчення природних виробничих сил, з охорони пам'яток давнини, мистецтва й природи. До 1926 року були засновані також природознавча, медична й сільськогосподарська секції. 16 лютого 1925 року при Інбілкульті було відкрито Бібліотеку Інституту білоруської культури. 1927 року при Інбілкульті було відкрито аспірантуру. 29 червня 1927 року Інбілкульт знову було реорганізовано. Було створено два відділи — гуманітарний, а також природи й господарства. Замість секцій були створені кафедри.
У 1920-их роках основним напрямком діяльності Інбілкульту були дослідження в галузі історії, археології, лінгвістики, літературознавства й етнографії. Зі створенням 1924 року земельно-геологічної комісії активізувались дослідження в галузі ґрунтознавства й геології. Активно працювала медична секція Інбілкульту, яка мала 65 співробітників.
1926 року Інбілкульт було виведено з підпорядкування Наркомпросу БРСР і був перепідпорядкований РНК. З липня 1926 року проводилась підготовка до перетворення Інбілкульту на Академію наук, для чого було проведено реорганізацію 1927 року. 13 жовтня 1928 року було прийнято рішення про перетворення Інбілкульту на Білоруську академію наук.
До 28 квітня 1928 року в Інбілкульті працювало 115 чоловік.
За час роботи Інбілкульт випускав журнал «Наш край» і «Запіскі аддзела гуманітарных навук», «Запіскі аддзела прыроды і народнай гаспадаркі».
Видано праці:
- «Беларуская навуковая тэрміналогія» (вып. 1-24, 1922—1930)
- «Белорусско-российский словарь» Байкова і Некрашевича (1925)
- «Четырёхсотлетие белорусской печати» (1926)
- «Социалистическое движение в Белоруссии в прокламациях 1905 года» (1927)
- «Белорусская этнография в исследованиях и материалах» (кн. 1-5, 1926—1928)
- «Материалы по изучению флоры и фауны Белоруссии» (т.1-2, 1927—1928)
- «Опыт лингвистической географии Белоруссии» П. Бузука (1928)
- «Белорусский архив» (т. 1-2, 1927—1928)
- «Труды и материалы по истории и археологии Белоруссии» (кн. 1-3, 1926—1927)
- «Труды первой Всебелорусской почвоведческой конференции 1924 года» (1926)
- «Нарысы гісторыі беларуская літаратуры» М. Піятуховича (1928)
- «Нарысы з гісторыі беларускага мастацтва» М. Щекотихіна (1928)